# O'pen BIC
L'O'pen BIC è una barca a vela da regata, la cui classe è riconosciuta dalla Federazione italiana della vela e dall'ISAF.
Dal 1º gennaio 2020 il nome dell'imbarcazione è stato modificato in O’pen Skiff sia in Italia sia a livello Internazionale a seguito di alcune operazioni legate alla sempre maggiore diffusione di questa piccola imbarcazione nello scenario velico giovanile.

## Descrizione
È lunga 2,75 metri, è larga 1,14 metri e può superare la velocità di 10 nodi in particolari casi. È nata come un'alternativa più divertente all'Optimist. Contrariamente all'Optimist,  l'Open Bic ha il pozzetto autosvuotante, che si svuota dall'acqua da solo, senza bisogno della sassola. Inoltre è una barca più veloce, dinamica e moderna. 
L'Open Bic con il passare degli anni sta diventando sempre di più una barca da regata e la sua classe agonistica si sta consolidando molto anche a livello internazionale.
È una barca molto instabile e risente particolarmente del moto ondoso a causa del suo scafo quasi piatto e sottile il quale tuttavia ne permette la relativa velocità; proprio per questi motivi inizia ad essere impegnativo controllare la stabilità di essa con vento a partire dai 15 nodi.
La singola randa si appropria di poche regolazioni ma molto efficaci poiché permettono di adattare la forma della vela a qualsiasi condizione meteorologica. Le regolazioni sono situate in posizioni facilmente raggiungibili dal timoniere durante la navigazione eccetto le stecche (le quali possono essere allungate o accorciate) che non sono accessibili senza togliere la vela dall’imbarcazione; come specificato prima, molto più accessibili sono: la base (posizionata sul boma) che smagrisce o ingrassa i 2/3 di vela a partire dal boma verso l’alto, il vang, che tirando la punta del boma verso il basso, apre tutta la vela irrigidendo particolarmente la parte terminale di essa: la balumina (le ultime due regolazioni appena spiegate sono unite in un unico circuito e utilizzabili tramite la stessa cima).

## Attrezzatura
L'Open Bic è armato con bozzelli Ronstan e vele North Sail; quella 3,8 - la più piccola e usata dagli under12 - è di Dacron, il materiale più comune per la realizzazione delle vele; la più grande, la 4,5, usata dai velisti under16, è di Monofilm, un materiale plastico meno usato perché più costoso e delicato ma più performante.